# Микадо
 Тази статия е за птицата.  За играта с пръчици вижте Микадо (игра).  За оперетата вижте Микадо (оперета).
Микадото (Syrmaticus mikado) е вид птица от семейство Phasianidae. Видът е почти застрашен от изчезване.

## Разпространение и местообитание
Разпространен е в Китай.